# Olekszandr Vasziljovics Razumkov
Olekszandr Vasziljovics Razumkov (ukránul: Олександр Васильович Разумков; Berdicsiv, 1959. április 17. – Kijev, 1999. október 29.) ukrán politikus, 1997–1999 között az Ukrán Nemzetbiztonsági és Védelmi Tanács (RNBOU) helyettes titkára volt.

## Életrajza
A Zsitomiri területen fekvő Berdicsivben született. Ott járt középiskolába, amelyet 1977-ben kitüntetéssel (arany éremmel) fejezett be. Az első próbálkozása sikertelen volt az egyetemi felvételin, ezért a középiskola után  egy ideig szerszámgéplakatosként dolgozott a berdicsevi Komszomolec élelmiszeripari gépgyárban (ma: Beversz Nyrt.). 1977-ben felvették a Tarasz Sevcsenko Kijevi Állami Egyetem nemzetközi jog és nemzetközi kapcsolatok szakára.
1981-ben végzett az egyetemen. Utána az Ukrán Komszomol (LKSZMU) dnyipropetrovszki területi bizottságánál és a központi bizottságánál dolgozott. Az LKSZMU-nál 1985–1990 között az ideológiai osztály vezetője volt. 1990-től az Ukrán Legfelsőbb Tanács (Verhovna Rada) munkatársa volt, ahol a parlament ifjúsági bizottságának titkárságvezetője volt 1994-ig.
1994–1995 között Leonyid Kucsma ukrán elnök első tanácsadója volt, e minőségében az elnök tanácsadó testületét vezette. Razumkov ajánlotta tanácsadónak ebben az időben Volodomir Litvint, aki később több évig volt az Ukrán Elnöki Adminisztráció vezetője.
1995-ben lemondott a tisztségéről, miután konfliktusba került az Ukrán Elnöki Adminisztráció vezetőjével, Dmitro Tabacsnikkal.
1995–1997 között az egyik vezető ukrajnai politikai elemzőközpont és agytröszt, a kormányzattól független Ukrán Gazdasági és Politikai Elemzések Központja szakértői tanácsának vezetőjeként dolgozott, majd 1997-től ö vezette a kutatóközpontot, amely halála után, 2000-ben az ő nevét vette fel és napjainkban Razumkov Központ néven működik.
1996-ban párttisztséget is vállalt, amikor az abban az évben létrehozott, Anatolij Matvijenko által vezetett, a Kucsma féle hatalmi struktúra támogatására létrehozott Népi Demokrata Párt politikai bizottságának tagja lett.
1997-ben kinevezték az ukrán kül-, védelem- és biztonságpolitika alakításában fontos szerepet játszó konzultatív testület, az Ukrán Nemzetbiztonsági és Védelmi Tanács (RNBOU) helyettes titkárává. E minőségében az orosz–ukrán kapcsolatok alakításáért felelős stratégiai munkacsoport ukrán részét vezette.
1999. október 29-én hunyt el Kijevben súlyos, gyógyíthatatlan betegség következtében. Sírja Kijevben, a Bajkov-temetőben található.

## Kitüntetései
- 1998. augusztus 22-én Ukrajna elnöke névre szóló fegyvert adományozott Olekszandr Razumkovnak.[3]

## Magánélete
Első felesége Natalija Kudrja színész, a Leszja Ukrajinka Kijevi Nemzeti Drámai Színház művésze. Ebből a házasságából egy fia született, Dmitro (sz. 1983), közgazdász és politikus, aki 2019-ben A Nép szolgája párt elnöke, 2019 és 2021 között az Ukrán Legfelsőbb Tanács elnöke volt.
Később élettársi kapcsolatban élt Julija Mosztovával, az egyik vezető ukrán újság, a Dzerkalo tizsnya (A hét tükre) hetilap főszerkesztőjével. Ebből a kapcsolatból egy fiúgyermek született 1998-ban, Hlib Razumkov. Julija Mosztova Razumkov halála után Anatolij Hricenkóval kötött házasságot.

## Emlékezete
- Halálának egy éve évfordulóján, 2000 októberében felvette a nevét az általa vezetett Ukrán Gazdasági és Politikai Elemzések Központja, amely ma Razumkov Központ néven működik.
- 2001-ben szülővárosában, Berdicsivben, a gyermek alkotóház falán emléktáblát avattak Razumkov tiszteletére.}